# Viktoria Modesta
Viktoria Modesta, de son vrai nom Viktorija Moskaļova, est une auteure-compositrice-interprète, chanteuse et danseuse britannique d'origine lettone, née le 25 février 1988 à Daugavpils en Lettonie.

## Biographie
Viktorija Moskaļova naît à Daugavpils en 1988, avant de déménager avec sa famille pour Londres au Royaume-Uni à 12 ans. Son intérêt précoce pour la musique l'a amenée à étudier le piano, les partitions et le chant à l'âge de 6 ans dans une école de musique à Daugavpils. En raison de la négligence d'un médecin à sa naissance, elle a passé la majeure partie de son enfance dans des hôpitaux. Cet incident a entraîné un problème durable avec sa jambe gauche. En 2008, à l'âge de 20 ans, elle subit une amputation de la jambe à la suite d'une malformation à la naissance afin d'améliorer sa mobilité et de préserver sa santé future. Son physique a été médiatisé pour défier la perception moderne de la beauté altérée,.

### Carrière

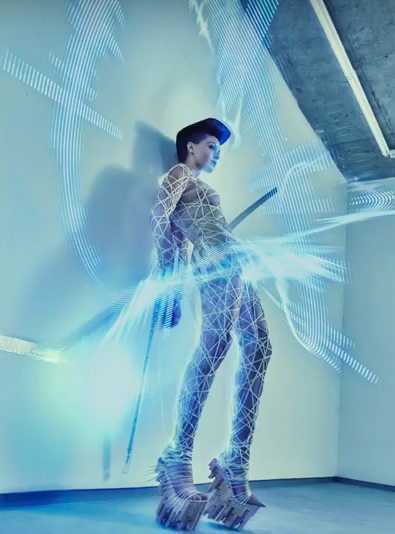
Viktorija Moskaļova en 2016, mettant en avant son handicap.

Elle a débuté comme modèle à l'âge de quinze ans, apparaissant sur des couvertures de magazines underground tels que Bizarre et Skin Two. Le 10 janvier 2015, Viktorija Moskaļova a signé avec le label IMG Models. 
En 2009, elle lança son premier projet collaboratif d'écriture musicale avec le musicien et producteur Nik Hodges. Leur première chanson, Jane Bond, fut présentée dans la liste de lecture de Music Week. En mai 2010, elle fut sélectionnée comme l'un des six meilleurs artistes au Royaume-Uni par Evo Music Rooms, présenté par Edith Bowman. L'émission a été diffusée sur Channel 4. 
Le 19 mars 2010, Viktorija Moskaļova a sorti son premier EP, intitulé EP1. Le 28 mai 2012, elle a sorti une version numérique et indépendante de son premier single Only You qui a été présenté par iD, Wonderland et le magazine Notion.
Le 12 décembre 2014, elle a lancé une collaboration avec Channel 4 pour la campagne Born Risky, la désignant comme la première Bionic Pop Artist au monde, soutenue par le titre Prototype sorti sur Spotify. La vidéo de la campagne, réalisée par Saam Farahmand, a reçu l'attention mondiale, avec plus de 12 millions de vues sur YouTube en juin 2019 et plus de 16 millions sur la page Facebook de Channel 4. Elle a été diffusée dans le monde entier à travers des publications de réseaux d'information telles que i-D Magazine, Upworthy, Forbes et Elle Magazine USA. La vidéo de Prototype a reçu un Silver Lion Award au Festival de Cannes.

### Danse
En 2019, elle dévoile ses talents de danseuse et de performeuse au sein du Crazy Horse à Paris, elle définit son travail comme post-humain et post-handicap,.

## Distinctions et récompenses
- 2015 : Silver Lion Award : Prototype